# Третякевич Віктор Йосипович
Третякевич Віктор Йосипович (псевд. у підпіллі — Славін; 09.09.1924—15.01.1943) — організатор і керівник підпільної комсомольсько-молодіжної антинацистської орг-ції «Молода гвардія» (Краснодон), що діяла в роки Другої світової війни. Н. в с. Ясенки (нині село Горшеченського р-ну Курської обл., РФ) в сім'ї службовця. Навч. в Краснодоні (1932—41) та Ворошиловграді (нині м. Луганськ; 1941—42), вступив до ЛКСМУ (1939). Член Краснодонського райкому ЛКСМУ, очолював комсомольські організації СШ № 4 (Краснодон) і № 7 (Ворошиловград), видрукував низку статей про шкільне спілчанське життя в місцевих газетах («Социалистическая Родина», «Ворошиловградская правда»). Напередодні повної окупації Вермахтом Ворошиловградщини влітку 1942 в обласному центрі закінчив курси радистів школи особливого призначення Українського штабу партизанського руху. Зв'язковий підпільного Ворошиловградського міськкому КП(б)У, член підпільного міського і обласного (територіального) к-тів ЛКСМУ, боєць обласного партизанського загону під командуванням І.Яковенка, брав участь у його розвідувальних, диверсійних, бойових операціях. Після поразки загону (13 серпня 1942) — один із керівників антинім. молодіжного підпілля у Ворошиловграді. Після арешту і страти окупантами секретаря міськкому та уповноваженої обкому ЛКСМУ Н.Фесенко перебрав на себе її функції. Намагаючись координувати діяльність молодіжного підпілля в обласному центрі та на півдні області, восени 1942 об'єднав розрізнені юнацькі патріотичні групи, що діяли в Краснодоні, в єдину підпільну організацію «Молода гвардія». Очолюючи її до арешту поліцією (1 січня 1943), проводив засідання штабу, розробляв бойові та пропагандистсько-агітаційні акції молодогвардійців, брав участь у їх здійсненні. Після жорстоких катувань живим скинутий у шурф краснодонської шахти № 5.
Безпідставно звинувачений у легкодухості та зраді підпільників, замовчуваний у належності до їхнього керівного ядра, вилучений зі списків молодогвардійців, представлених до відзначення бойовими нагородами СРСР (1943), та списків підпільників Ворошиловградської обл. взагалі (1945), рад. письменником О.Фадєєвим виведений у художньо-документальному романі «Молода гвардія» в образі особливого типу зрадника-запроданця під іменем Євгенія Стаховича (за версією Є.Стахова, цей образ змальований з нього). Його прізвище було також заретушоване на дошці могильного обеліска молодогвардійців, які загинули від рук окупантів.
Клопотання про його реабілітацію і нагородження було порушене ЦК ВЛКСМ (1956—59) та Луганським обкомом КПУ (1959). За особливі заслуги і мужність у боротьбі проти німецьких окупантів Президія ВР СРСР удостоїла Т. ордена Вітчизняної війни 1-го ст. посмертно (13 грудня 1960).
Попри безальтернативні висновки фахових комісій (1960—90-ті рр.), які визнали організатором і керівником «Молодої гвардії» Т., а не О.Кошового, унаслідок зацікавленості окремих осіб та державно-політичних структур Луганщини продовжується фабрикація історії «Молодої гвардії». Злегка підретушована, вона й сьогодні видається за істину, що не підлягає перегляду і переосмисленню, унаслідок чого не вщухає літ. полеміка стосовно ролі і місця Т. в історії «Молодої гвардії».
Похований у братській могилі героїв-молодогвардійців у м. Краснодон. Пам'ятник відкритий у с. Ясенки (9 травня 1965).